# Wang Ťia-siang
Wang Ťia-siang (čínsky pchin-jinem Wáng Jiàxiáng, znaky 王稼祥; 15. srpna 1906 — 25. ledna 1974) byl čínský komunistický politik, ve 30. a první polovině 40. let patřil k nejužšímu vedení Komunistické strany Číny, v 50. letech patřil k předním čínským diplomatům.
Významný byl především svou podporou Mao Ce-tunga během Dlouhého pochodu a na konferenci v Cun-i. Roku 1938 předal vedení KS Číny vzkaz Kominterny, že Mao Ce-tung má vést KS Číny, což udělalo z Mao Ce-tunga nezpochybňovaného vůdce strany. Důležitý byl i jeho teoretický a praktický příspěvek k hnutí za nápravu stylu práce začátkem 40. let, včetně jeho podílu na ustavení Mao Ce-tungova myšlení jakožto ideologie KS Číny. Po roce 1945 vypadl z vrcholného vedení strany a jeho význam poklesl, byť se v letech 1949–1962 podílel na realizaci zahraniční politiky čínského státu i strany.

## Život

### Mládí, studium v Sovětském svazu
Wang ťia-sing se narodil v rodině bohatého statkáře v okrese Ťing v provincii An-chuej. Navštěvoval misionářskou střední školu ve Wu-chu, v červnu 1925 byl z ní vyloučen za účast na antiimperialistických demonstracích. Od září téhož roku pokračoval ve studiích na střední škole při Šanghajské univerzitě, kde vstoupil do Komunistického svazu mládeže. V říjnu 1925 odjel ze Šanghaje do Moskvy (se stovkou čínských studentů, mezi kterými byli mimo jiné Čang Wen-tchien, Wu Siou-čchüan, Sun Jie-fang, Ulanfu a Šen Ce-min). Do Moskvy přijeli v listopadu. Wang navštěvoval Sunjatsenovu univerzitu, roku 1928 vstoupil do Komunistické strany Číny a byl přijat ke studiu v Institutu rudých profesorů. Poté začal na Sunjatsenově univerzitě vyučovat, překládal marxistickou literaturu do čínštiny. Koncem 20. let patřil mezi takzvaných „osmadvacet a půl bolševiků“, studenty podporující v tehdejších diskuzích vedení školy, zejména jejího rektora Pavla Mifa.
Vzápětí po uzavření Sunjatsenovy univerzity se na jaře 1930 vrátil se do Číny.

### V Šanghaji a Ťiang-si
Krátce po příjezdu do Šanghaje, v červenci 1930, s dalšími bývalými moskevskými studenty (Wang Mingem, Čchin Pang-sienem a Che C’-šuem) kritizoval rezoluci ústředního výboru KS Číny „O vzestupu revoluční vlny a počátečním úspěchu v jedné nebo více provinciích“. Vedení strany Wang Minga a Čchina napomenulo, Chea přeložilo do Tchien-ťinu a Wang Ťia-sianga do Hongkongu. Po změně vedení byla v prosinci 1930 dotyčná kritika uznána za správnou, Wang Ťia-siang se tak v lednu 1931 zúčastnil jako host zasedání ÚV, na kterém byla politika vyjádřená ve výše uvedené rezoluci odmítnuta a její proponenti (v čele s Li Li-sanem) kritizováni.
V březnu 1931 byl s Žen Pi-š’im a Ku Cuo-linem vyslán do sovětské oblasti v Ťiang-si, kam dorazil v dubnu 1931. Trojice informovala místní komunistické vůdce – v čele oblasti stál jako „úřadující tajemník (regionálního) ústředního byra“ Siang Jing, který byl přeložen do Ťiang-si ze Šanghaje v prosinci 1930, před tím vedl místní komunisty a jejich armádu Mao Ce-tung – o změnách ve vedení a v politice strany v Šanghaji, a zrevidovala rozhodnutí Siang Jinga o takzvaném „fuťienském incidentu“ (povstání jednoho komunistického oddílu proti čistkám organizovaným Mao Ce-tungem). Příchod trojice tak vyústil v oslabení vlivu Siang Jinga, kterého v čele byra v květnu nahradil Mao. Wang Ťia-siang současně zaujal místo ve vedení oblasti, byl jmenován členem ústředního byra, místopředsedou Ústřední vojenské komise (v říjnu 1931) a náčelníkem Hlavní politické správy komunistických vojsk. Na prvním sjezdu sovětů komunistických oblastí byl zvolen členem ústředního výkonného výboru (sovětského parlamentu) a lidovým komisařem (to jest ministrem) zahraničních věcí na sjezdu ustavené vlády; lidovým komisařem zahraničí byl znovuzvolen i na druhém sjezdu sovětů v lednu 1934.
Funkce lidového komisaře zahraničí byla čistě formální, jeho reálný vliv plynul z funkce místopředsedy vojenské komise a z řízení politické práce v armádě, během roku 1932 se tak podílel na plánování a organizaci vojenských operací, společně s Čou En-lajem, který měl celkové velení, Ču Tem a Mao Ce-tungem. V říjnu 1932 na konferenci ústředního byra v Ning-tu členové byra působící v zázemí (hlavním městě sovětské oblasti Žuej-ťinu) požadovali odvolání Mao Ce-tunga, naopak Wang Ťia-siang Maa jako jediný podpořil, když Čou En-laj, předsedající jednání, zaujal vůči požadavkům Maových odpůrců smířlivý postoj. Mao se poté stáhl do ústraní, oficiálně „pro nemoc“.
V bojích s kuomintangskými vojsky Wang Ťia-siang koncem dubna 1933 utrpěl vážné zranění břicha, které na dlouhou dobu podlomilo jeho zdraví.
V lednu 1934 byl na pátém zasedání ÚV zvolen jeho členem a kandidátem politbyra.

### Na Dlouhém pochodu
Účastnil se Dlouhého pochodu, údajně byl prvním z vedení strany, kdo v listopadu–prosinci 1934 podpořil Maovy názory na další průběh pochodu a měl významný podíl na svolání konference v Cun-i v lednu 1935. Na konferenci pronesl projev jako pátý (po úvodních zprávách Čchin Pang-siena a Čou En-laje a jejich kritice ze strany Čang Wen-tchiena a Mao Ce-tunga), ve své řeči plně podpořil Čanga a Maa proti Čchinovi a Otto Braunovi. Později, začátkem února, byl politbyrem přibrán mezi jeho členy, a i mezi členy sekretariátu.
V březnu 1935 politbyro zřídilo novou trojku k řízení vojenských operací ve složení Čou En-laj, Mao Ce-tung, Wang Ťia-siang. Do skupiny tří až pěti vrcholných vůdců čínské Rudé armády patřil do konce Dlouhého pochodu.

### V Jen-anu, Moskvě a zpět
Kvůli informování Moskvy o situaci a léčení svých zranění v únoru 1937 odjel z Jen-anu do Sovětského svazu. Cestoval přes Šanghaj, v němž se zdržel několik měsíců, do Moskvy dorazil v červenci 1937. Zde se připojil k delegaci KS Číny v Kominterně. S návratem členů delegace – Wang Minga, Čchen Jüna a Kchang Šenga – do Číny v listopadu 1937 se stal představitelem KS Číny v Kominterně. Chtěl se však vrátit do Číny a žádal proto o vyslání náhrady. V březnu 1938 do Moskvy přijel Žen Pi-š’, aby převzal úlohu představitele KS Číny v Kominterně, a Wang v červenci 1938 mohl opustit Moskvu, do Jen-anu přijel v srpnu 1938. Zde na nejbližším zasedání politbyra předal kolegům instrukce Kominterny, včetně vzkazu Dimitrova a Stalina, že politická linie KS Číny ohledně protijaponské jednotné fronty je správná, a že co se týče vedení strany, má se sjednotit kolem Mao Ce-tunga. Postoj Kominterny tak pohřbil naděje Wang Minga na vůdčí roli ve straně a vedl k Čang Wen-tchiena k předání řízení politbyra do Maových rukou. Po návratu z Moskvy se Wang vrátil k výkonu svých povinností jako člen politbyra a sekretariátu a stal se místopředsedou Ústřední vojenské komise; protože její předseda (Mao Ce-tung) měl četné jiné povinnosti a další místopředsedové (Ču Te a Čou En-laj) vesměs pobývali mimo Jen-an, Wang fakticky vedl každodenní práci aparátu komise. Stal se také náčelníkem Hlavní politické správy čínské Rudé armády (resp. 8. pochodové armády).
Od roku 1938 sestavil řadu usnesení a prohlášení ústředního výboru, politbyra, sekretariátu a ústřední vojenské komise, publikoval v komunistickém tisku. Od prosince 1939 vedl Institut pro vojenské a politické záležitosti a podílel se na řízení Protijaponské vojensko-politické akademie.

### Ve 40. letech
V srpnu 1941 proběhla reorganizace sekretariátu, Wang se stal jedním ze sedmi členů pracovní konference sekretariátu. Významně se podílel na přípravě a organizaci hnutí za nápravu stylu práce, byl autorem první verze Rezoluce k některým otázkám historie naší strany. V září 1941 byl politbyrem jmenován místopředsedou Ústřední studijní skupiny (předsedou se stal Mao Ce-tung), v jejímž rámci 300 funkcionářů komunistické strany studovalo stranické dokumenty a usnesení od roku 1928. Wang řídil editaci a vydání těchto dokumentů. V říjnu 1941 byl sekretariátem jmenován členem tehdy zřízené pětičlenné skupiny pro výzkum historie strany (členy byli Mao Ce-tung, Wang Ťia-siang, Žen Pi-š’, Kchang Šeng a Pcheng Čen).
Při reorganizaci vedení v březnu 1943 byl jmenován místopředsedou výboru politbyra pro propagandu (v jehož čele stál Mao Ce-tung). Byl první, kdo použil termín „Mao Ce-tungovo myšlení“, bylo to v článku Komunistická strana Číny a cesta Číny k národnímu osvobození z července 1943. „Mao Ce-tungovo myšlení“ ztotožnil s „čínským marxismem-leninismem, čínským bolševismem a čínským komunismem“.
Roku 1943 se mu zhoršilo zdraví, a nadále mohl pracovat jen omezeně. Pokus o jeho transport na léčení do Sovětského svazu na podzim 1943 neuspěl. Zdravotní stav mu nedovolil účastnit se sedmého zasedání ÚV probíhajícího od května 1944. Žen Pi-š’ převzal jeho práci nad Rezolucí o historii strany, která byla s korekcemi Mao Ce-tunga schválena ústředním výborem v dubnu 1945.
Neúčastnil se ani VII. sjezdu KS Číny v dubnu–červnu 1945. Zde ho dostihly následky kampaně za nápravu stylu práce – jeho příslušnost mezi osmadvacet bolševiků byla dobře známa, proto byl stranickými aktivisty spojován s Wang Mingem, Čchin Pang-sienem a dalšími terči kampaně a také kritizován. Naproti tomu jeho podíl na řízení kampaně a jeho autorství základních dokumentů, rezolucí a tezí kampaně, publikovaných jménem stranického vedení, obecně známy nebyly. Kvůli špatnému zdraví se i před jeho zhoršením roku 1943 jen málo účastnil veřejných akcí a shromáždění a pracoval z kanceláře, nebyl proto osobně znám širšímu okruhu stranických aktivistů-delegátů sjezdu. Výsledkem bylo, že při volbách nového ÚV na sjezdu dostal méně než polovinu hlasů a nebyl zvolen, což nepříjemně překvapilo zejména Mao Ce-tunga. Mao proto následující den vystoupil na sjezdu s projevem na podporu Wang Ťia-sianga, vypočetl jeho zásluhy, vysoce ocenil Wangovu podporu, které se těšil od začátku třicátých let a požádal delegáty aby ho podpořili ve volbách kandidátů ÚV. S otevřenou Maovou podporou Wang Ťia-siang jako kandidát ÚV prošel.
V květnu 1946 konečně mohl odletět do Moskvy a ihned se podrobil operaci. Po návratu působil v Mandžusku, v severovýchodním byru ÚV. Vedl jeho organizační a dočasně i propagandistické, oddělení. Při první příležitosti – na zasedání ÚV v březnu roku 1949 (kdy se z řad kandidátů doplňovali členové ÚV náhradou za zemřelé od VII. sjezdu) byl zvolen členem ÚV.

### Velvyslanec v Sovětském svazu, vedoucí oddělení ÚV KS Číny
Po vzniku Čínské lidové republiky (ČLR) ho její vláda jmenovala v říjnu 1949 prvním velvyslancem ČLR v Sovětském svazu a současně náměstkem ministra zahraničí. Sehrál významnou roli v při ustanovování oficiálních diplomatických styků mezi Sovětským svazem a Čínskou lidovou republikou, jako náměstek ministra zahraničí dával pokyny a rady čínským diplomatům projíždějícím přes Moskvu do východoevropských prosovětských zemí.
Na přelomu let 1950/1951 ho čínská vláda povolala zpět a od ledna 1951 přešel do stranického aparátu, na místo vedoucího oddělení mezinárodních vztahů ÚV. Oddělení zodpovídalo za styky Komunistické strany Číny se zahraničními komunistickými stranami. Na VIII. sjezdu KS Číny roku 1956 byl Wang ťia-siang znovuzvolen do ústředního výboru a stal se i členem sekretariátu ÚV.
V únoru 1962 Wang Ťia-siang a jeho zástupci v oddělení mezinárodních vztahů Liou Ning-i a Wu Siou-čchüan poslali Čou En-lajovi (premiér), Teng Siao-pchingovi (generální tajemník sekretariátu ÚV) a Čchen Imu (ministr zahraničí) dopis, v němž kritizovali tendence přehánět nebezpečí světové války a podceňování možností mírového soužití s imperialistickými státy a navrhovali umírněnější zahraniční politiku: omezení pomoci národně-osvobozeneckým hnutím a soustředění se na vnitropolitické problémy (zotavení se z následků Velkého skoku). Ohledně Vietnamu navrhoval opatrnost a snahu o nezabřednutí do otevřené války v korejském stylu. Obecně navrhovali zasadit se o zlepšení vztahů se Sovětským svazem, Indií a USA. Návrhy Wanga a jeho zástupců byly v protikladu k Maově aktuální politice která směřovala právě opačným směrem a na konferenci v Pej-taj-che v srpnu 1962 je Mao ostře kritizoval jako revizionistickou linii „tří usmiřovaní a jednoho omezení: politiku usmiřování se s (americkým) imperialismem, (sovětským) revizionismem a (indickou) reakcí, omezení pomocí národně-osvobozeneckým hnutím“. Zahraniční politika Číny se tudíž, proti Wangovu mínění, posunula k větší rozhodnosti – aktivní podpoře Vietnamu, přestože čínská armáda stála v té době před hrozbou invaze Kuomintangu na pevninu, rostoucími pohraničními srážkami na čínsko-indické hranici a zhoršováním vztahů se Sovětským svazem. Třebaže Wang Ťia-siang nebyl odvolán ze svých funkcí, a za své minulé zásluhy si zachoval jistou blahovůli ze strany Mao Ce-tunga, po roce 1962 ztratil politický vliv a vedení oddělení mezinárodních vztahů převzali jeho zástupci, kterým se (s jeho pomocí) podařilo od společných návrhů distancovat.
Se zahájením kulturní revoluce byl roku 1966 odvolán z mezinárodního oddělení, a stal se obětí perzekuce ze strany Rudých gard. Byl poslán do provincie Che-nan, ale už po roce mu byl dovolen návrat do Pekingu. Roku 1973 byl rehabilitován a na X. sjezdu KS Číny dokonce opět zvolen členem ústředního výboru.
Zemřel v lednu 1974 v Pekingu.